# Testamento e morte di Mosè
Il Testamento e morte di Mosè è un affresco (350x572 cm) attribuito a Bartolomeo della Gatta e Luca Signorelli, realizzato verso il 1482 e facente parte della decorazione del registro mediano della Cappella Sistina in Vaticano.

## Storia
Né Bartolomeo della Gatta né il trentenne Luca Signorelli compaiono tra i nomi dei titolari dell'impresa fiorentina che venne incaricata da Sisto IV, su consiglio di Lorenzo il Magnifico di affrescare la Cappella. Essi dovevano essere al seguito di Pietro Perugino il quale era probabilmente il soprintendente generale dell'opera, accanto ai maestri Botticelli, Ghirlandaio e Cosimo Rosselli. Essi sono i firmatari del contratto ufficiale, datato 27 ottobre 1481.
L'ipotesi di un disegno peruginesco dell'affresco è possibile, mentre la stesura pittorica è stata tradizionalmente attribuita al Signorelli, in base alla menzione di Giorgio Vasari. L'artista cortonese dopotutto è documentato nel cantiere dopo la partenza di Perugino (1482), autore della Disputa sul corpo di Mosè sulla parete della porta che, disastrata già al volgere della metà del Cinquecento, venne poi ridipinta nel 1574 da Matteo da Lecce, un allievo di Michelangelo.
Studi più recenti (come quelli di Mario Salmi) hanno ridimensionato la presenza di Signorelli nell'affresco, rilevando come la stesura pittorica, dalle sottigliezze luministiche e dai vibranti contrasti, sia piuttosto da ascrivere in massima parte a Bartolomeo della Gatta, pittore influenzato dalla purezza pittorica di Piero della Francesca e del primo Perugino. Innegabile è tuttavia la presenza di Signorelli in alcuni personaggi dall'energetica resa anatomica e calibrati a un certo patetismo nelle espressioni.

## Descrizione e stile

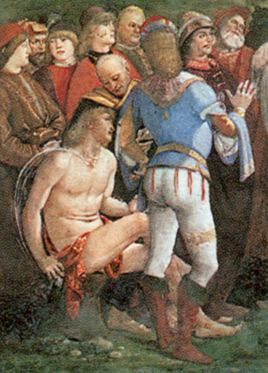
Dettaglio

L'affresco raffigura gli ultimi episodi della vita di Mosè, sapientemente coordinati su due piani principali: uno in primo piano, dove sono raffigurate due scene senza soluzione di continuità, e uno sullo sfondo, dove si trovano altri tre episodi e una piacevole apertura di paesaggio sulla destra. Il protagonista Mosè è sempre riconoscibile per la veste dorata e il mantello verde, che ricorre in tutte le scene della cappella. L'autore inoltre si attenne alle convenzioni che danno unità all'intero ciclo: uso di una stessa scala dimensionale, struttura ritmica e rappresentazione paesaggistica, gamma cromatica simile, con una profusione di rifiniture in oro, che facevano risplendere le pitture con i bagliori delle torce e delle candele.
Sullo sfondo si vede Mosè che, sul monte Nebo, riceve da un angelo il bastone del comando, che gli permetterà di comandare il popolo d'Israele verso la Terra promessa; l'angelo gli mostra con un gesto eloquente la sua destinazione, profetizzandogli anche che a lui, per volontà di Dio, non sarà concesso di vederla se non in quella stessa occasione. Poco sotto Mosè scende dalla montagna col bastone in mano, secondo uno schema usato anche nella scena vicina della Discesa dal monte Sinai di Cosimo Rosselli.
In primo piano a destra si vede Mosè che, alla veneranda età di centoventi anni, parla alla folla tenendo il bastone e un libro di Sacre Scritture, con raggi dorati che gli escono dalla testa a rappresentare quelle "corna" frutto di un'errata traduzione del testo biblico da parte di san Girolamo, che generò un equivoco sostenuto per secoli. Ai suoi piedi si vede l'arca dell'Alleanza, aperta per mostrare le due Tavole della Legge e il vaso della manna. Al centro il corteo degli astanti prosegue con alcune belle figure, tra cui una donna con un bambino sulle spalle vestita di soffici sete, un elegante giovane di spalle, un ignudo seduto. Questi ultimi due sono attribuiti a Signorelli, come anche l'uomo che si appoggia su un bastone accanto al trono di Mosè.
Più a sinistra si vede la nomina di Giosuè a successore di Mosè, con il primo riceve il bastone del comando inginocchiato davanti al profeta, che per l'occasione ha girato il suo mantello scoprendo una parte della fodera rossa, per una maggiore varietà dell'insieme.
Infine sullo sfondo a sinistra, tra lo sgomento dei presenti, si vede Mosè morto, disteso già in un sudario. La morte avvenne nella terra di Moab, dove i figli d'Israele lo piansero per trenta giorni.